# Georges Picquart

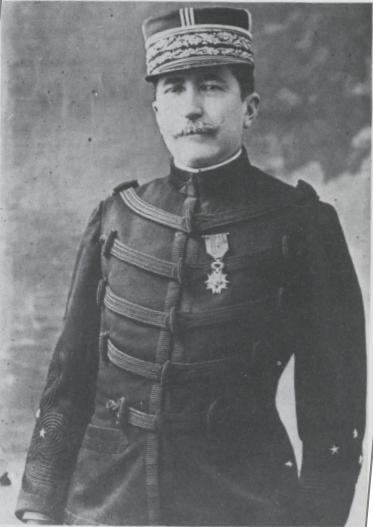
Georges Picquart (1906)

Marie Georges Picquart (Strasbourg, 6 september 1854 – Amiens, 18 januari 1914), was een Frans legerofficier en minister van oorlog. Hij is bekend geworden door zijn rol bij het achterhalen van de waarheid in de Dreyfusaffaire.

## Biografie
Toen Picquart in 1896 hoofd van de inlichtingendienst van het leger was (Deuxième Bureau), ontdekte hij dat het schriftelijke bewijsstuk dat gebruikt was om kapitein Alfred Dreyfus te veroordelen niet van de hand van Dreyfus kon zijn, maar het werk was van majoor Ferdinand Walsin Esterhazy. Dat bleek onder andere uit het handschrift. Meerdere hooggeplaatste generaals waarschuwden kolonel Picquart zijn ontdekking stil te houden maar Piquart hield vol en zette zijn onderzoek voort. Als gevolg daarvan werd hij van zijn taken ontheven en naar Tunis verbannen. Na het proces tegen Émile Zola, die het publiekelijk voor Dreyfus had opgenomen, werd Picquart ervan beschuldigd met het bewijs van de schuld van Esterhazy gerommeld te hebben. Hij werd daarvoor gearresteerd en vervolgd. Door de vrijspraak van Alfred Dreyfus in 1906 werd ook Picquart vrijgesproken en van alle blaam gezuiverd. Hij werd gepromoveerd tot brigadegeneraal en vervolgens tot generaal-majoor. Weer later werd hij Minister van Oorlog in Georges Clemenceau's eerste kabinet.
Picquart overleed op 59-jarige leeftijd na een val van zijn paard.
- Bibliothèque nationale de France: cb132117516 (data)
- Gemeinsame Normdatei: 118742426
- International Standard Name Identifier: 0000 0000 6651 7353
- Library of Congress Control Number: no2009111970
- Base Léonore: LH//2150/38
- Nationale Bibliotheek van Israël: 987007266554005171
- Nederlandse Thesaurus van Auteursnamen: 134290194
- SNAC: w60r9rd9
- Système universitaire de documentation: 05694442X
- Virtual International Authority File: 37060670
- WorldCat: E39PBJmy4bHbjkmxWr7H4BKw4q